# National Historic Site of Canada

Logo des Canadian Register of Historic Places

Als National Historic Site of Canada (englisch) bzw. wegen der staatlichen kanadischen Zweisprachigkeit gleichberechtigt auch französisch Lieu historique national du Canada werden in Kanada rund tausend Gebäude, Orte, archäologische Stätten oder Einrichtungen ausgewiesen, die von nationaler historischer Bedeutung sind. Im Dezember 2022 listet die entsprechende Datenbank, das Canadian Register of Historic Places, die Eintrage für rund 1000 Stätten.
Die Stätten werden vom Historic Sites and Monuments Board of Canada/Commission des lieux et monuments historiques du Canada geprüft und dann dem zuständigen Bundesminister (aktuell dem Umweltminister) zur Auswahl vorgeschlagen. Im Dezember 2021 waren fast 1000 Stätten als Orte von nationaler historischer Bedeutung anerkannt, von denen Parks Canada/Parcs Canada 174 betreut. Als Kriterien für die Aufnahme in die entsprechende Liste wird gefordert, dass die Stätten Zeugnis über bestimmende historische Momente ablegen und das sie die menschliche Schöpfungskraft sowie kulturelle Traditionen illustrieren. Dabei sollen sie mit ihrer individuellen Geschichte als Teil der größeren Geschichte Kanadas begriffen werden und ein Gefühl für Zeit, Identität und Ort als Grundlage für das Verständnis Kanadas als Ganzem liefern. Die Perspektiven und Interpretationen der Gesellschaft zur kanadischen Geschichte haben sich jedoch im Laufe des letzten Jahrhunderts stark verändert und verschiedene Würdigungen werden heute anders beurteilt. Daher wird der Bestand der gewürdigten Stätten aktuell überprüft und im Januar 2023 listete die Datenbank 73 Einträge mit dem Zusatz „This designation has been identified for review“. Grundlage einer Überprüfung ist ein von HSMBC erstelltes Dokument und wesentlich ist dabei die Betrachtung der Beziehung Kanadas zu den indigenen Völkern sowie dem Engagement der Bundesregierung für die Wahrheitsfindung und Versöhnung. Hauptsächlich sind die Stätten dabei wegen „Colonial assumptions“ (Würdigungen im Zusammenhang mit kolonialen und religiösen Führern und ihren Handlungen sowie mit Siedlungs- und Nationenbildung aus einer allzu europäischen Perspektive) in Überprüfung. Der Gedenkansatz beinhaltet auch die Anerkennung tragischer, kontroverser und beschämender Dimensionen der kanadischen Geschichte, wie beispielsweise die mit dem Residential School System verbundenen Shubenacadie Indian Residential School, Muscowequan Indian Residential School oder Shingwauk Indian Residential School.
Als erstes Stätte wurde am 28. Oktober 1919 die Cliff Site als nationale historische Stätte ausgewiesen. Dabei handelt es sich um die Stelle bei Port Dover in Ontario, an der zwei Sulpizianerpriester, das Nordufer des Eriesees für Frankreich in Besitz nahmen. Die Abgrenzung zwischen einer historischen Stätte und einem historischen Ereignis ist dabei nicht immer sofort nachvollziehbar. So ist beispielsweise der Welland Canal ein nationales historisches Ereignis und der Rideau Canal ist eine nationale historische Stätte.
Um zahlreiche Stätten im staatlichen Besitz kümmert sich das Federal Heritage Buildings Review Office (FHBRO)/Bureau d'examen des édifices fédéraux du patrimoine (BEÉFP). Auf Saint Croix Island an der Grenze zwischen den USA und Kanada ist mit der Saint Croix Island International Historic Site die einzige International Historic Site/Lieu historique international entstanden. Zu den National Historic Sites gehören auch zwei Stätten in Frankreich, die als Schlachtenorte im Ersten Weltkrieg für Kanada von Bedeutung waren.
Seit den 1990er Jahren wurden verschiedene Konzepte erprobt, um die Geschichte der First Nations, der Métis und der Inuit im Rahmen der historischen Stätten zu erfassen. Dabei setzte sich das Konzept der „Kulturlandschaft“ (Cultural landscape/Paysage culturel) durch, das die enge Bindung sozialer und kultureller Werte sowie regionaler Weltbilder an die Stätten sichtbar machen soll.
Neben den historischen Stätten werden auch historische Ereignisse (National Historic Event/Événements d’importance historique nationale) und Personen (Persons of National Historic Significance/Personnes d’importance historique nationale) als von nationaler Bedeutung ausgewiesen.

## Liste der National Historic Sites/Lieu historique national
| National Historic Site/Lieu historique national nach Provinz | National Historic Site/Lieu historique national nach Provinz | Anzahl der National Historic Sites/Lieu historique national in der Provinz | erste Anerkennung einer National Historic Site/Lieu historique national in der Provinz | Bemerkung |
| ------------------------------------------------------------ | ------------------------------------------------------------ | -------------------------------------------------------------------------- | -------------------------------------------------------------------------------------- | --- |
| Alberta                                                      |                                                              | 62                                                                         | 1923                                                                                   | |
| British Columbia                                             |                                                              | 94                                                                         | 1923                                                                                   | |
| Manitoba                                                     |                                                              | 56                                                                         | 1920                                                                                   | |
| New Brunswick                                                |                                                              | 62                                                                         | 1920                                                                                   | |
| Newfoundland und Labrador                                    |                                                              | 47                                                                         | 1951                                                                                   | |
| Nova Scotia                                                  |                                                              | 92                                                                         | 1920                                                                                   | |
| Halifax                                                      | Halifax                                                      | 35                                                                         | 1923                                                                                   | |
| Northwest Territories                                        |                                                              | 12                                                                         | 1930                                                                                   | |
| Nunavut                                                      |                                                              | 12                                                                         | 1964                                                                                   | |
| Ontario                                                      |                                                              | 271                                                                        | 1919                                                                                   | Da es in Ontario sehr viele National Historic Sites gibt, wurden verschiedene Stätten in der Provinz regional zusammengefasst! |
| Hamilton                                                     | Hamilton                                                     | 15                                                                         | 1929                                                                                   | |
| Kingston                                                     | Kingston                                                     | 21                                                                         | 1923                                                                                   | |
| Region Niagara                                               | Region Niagara                                               | 26                                                                         | 1921                                                                                   | |
| Ottawa                                                       | Ottawa                                                       | 25                                                                         | 1925                                                                                   | |
| Toronto                                                      | Toronto                                                      | 36                                                                         | 1923                                                                                   | |
| Prince Edward Island                                         |                                                              | 22                                                                         | 1933                                                                                   | |
| Québec                                                       |                                                              | 201                                                                        | 1919                                                                                   | Da es in Québec sehr viele National Historic Sites gibt, wurden verschiedene Stätten in der Provinz regional zusammengefasst!  |
| Region Montreal                                              | Region Montreal                                              | 59                                                                         | 1920                                                                                   | |
| Québec (Stadt)                                               | Québec (Stadt)                                               | 35                                                                         | 1923                                                                                   | |
| Saskatchewan                                                 |                                                              | 48                                                                         | 1923                                                                                   | |
| Yukon                                                        |                                                              | 12                                                                         | 1959                                                                                   | |

Zusätzlich zu den historischen Stätten in Kanada selber, finden sich auch zwei Stätten im Ausland:
- Frankreich